# Gay Longworth
Gay Longworth (* 1970 in London) ist eine englische Schriftstellerin.
Nach ihrem Studium arbeitete Longworth zunächst in der Ölindustrie. Nachdem der Wunsch, als Schriftstellerin tätig zu sein, immer größer wurde, gab sie ihre Stelle auf und arbeitet seitdem als Schriftstellerin. Sie ist verheiratet und hat ein Kind.

## Veröffentlichungen
- Bimba, Pan Books, 1998, ISBN 0-330-35442-6
- Wicked Peace, MacMillan, 2000, ISBN 0-330-39149-6

DI Jessie Driver
- Bleiche Knochen (engl. Dead Alone), Knaur-Verlag, München, 2004, ISBN 3-426-62390-0
- Haut und Knochen (engl. Unquiet Dead), Knaur-Verlag, München, 2006, ISBN 3-426-63207-1